# Metropolia tambowska
Metropolia tambowska – jedna z metropolii Rosyjskiego Kościoła Prawosławnego. W jej skład wchodzą trzy eparchie: eparchia tambowska, eparchia miczuryńska oraz eparchia uwarowska.
Erygowana przez Święty Synod Rosyjskiego Kościoła Prawosławnego w grudniu 2012. Jej pierwszym zwierzchnikiem został biskup tambowski i rasskazowski Teodozjusz (Wasniew) (od 2013 r. metropolita).
Metropolia obejmuje terytorium obwodu tambowskiego.